# Раскалс
„Раскалс“ (на английски: The Rascals) е американска соул група.
Тя е сформирана през 1965 година в Гарфийлд, Ню Джърси. Изпълнява главно соул и поп рок, като постига значителна популярност през следващите няколко години. 9 сингъла  на групата влизат в първите 20 на класацията „Билборд Хот 100“, а 3 от тях достигат първо място – „Good Lovin'“ (1966), „Groovin'“ (1967) и „People Got to Be Free“ (1968). Издава последния си албум през 1972 година, след което неколкократно се събира за кратки периоди.